# Angamacutiro de la Unión
Angamacutiro de la Unión är en kommunhuvudort i Mexiko.   Den ligger i kommunen Angamacutiro och delstaten Michoacán de Ocampo, i den centrala delen av landet, 280 km väster om huvudstaden Mexico City. Angamacutiro de la Unión ligger 1 696 meter över havet och antalet invånare är 5 021.
Terrängen runt Angamacutiro de la Unión är kuperad åt sydost, men åt nordväst är den platt. Runt Angamacutiro de la Unión är det ganska tätbefolkat, med 100 invånare per kvadratkilometer. Närmaste större samhälle är Panindícuaro de la Reforma, 19,0 km söder om Angamacutiro de la Unión. I omgivningarna runt Angamacutiro de la Unión växer huvudsakligen savannskog.